# Rory Block
Aurora "Rory" Block  (Princeton, 6 de noviembre de 1949) es una guitarrista y cantante de blues estadounidense, exponente notable del estilo country blues.

## Carrera
Aurora Block nació en Princeton y creció en Manhattan. Su padre, Allan Block, tenía una tienda de sándalo en Greenwich Village en los 60, y la influencia de cantantes de música folk del Village como Peter Rowan, Maria Muldaur y John Sebastian tentaron a Block a estudiar guitarra clásica. A la edad de 14 años, conoció al guitarrista Stefan Grossman, quién la introdujo a la música del Delta del Misisipi de los guitarristas de blues. Block empezó escuchar álbumes viejos, transcribiéndolos y aprendiendo a tocar las canciones. A la edad de 15 años dejó su casa para buscar a los gigantes aún vivos del blues, como Mississippi John Hurt, Reverendo Gary Davis y Son House y poder apreciar su oficio en la manera tradicional de tocar el blues; después viaja a Berkeley, California, donde toca en clubs y coffeehouses.
Después de retirarse temporalmente para tener una familia, Block regresó a la industria de la música en los 70, con mediano éxito hasta que firma con Rounder Records en 1981, donde la animaron a regresar a su amor por el blues clásico. Desde entonces ha cultivado su nicho propio, publicando numerosos álbumes de canciones originales y tradicionales, aclamados por la crítica, incluyendo muchas versiones de Robert Johnson, como "Terraplane Blues" y "Come on in my kitchen". Block ha ganado cinco W. C. Handy Awards, dos para "Tradicional Blues Female Artist" (1997, 1998) y tres para "Acoustic Blues Album of the Year" (1996, 1999, 2007).  También ha ganado NAIRD awards para "Best Adult Contemporary Album of the Year" en 1994 por Angel of Mercy y otra vez en 1997 por Tornado.
Angel of Mercy, Turning Point y Tornado incluyen mayoritariamente composiciones originales. Mama's Blues, Ain't I a Woman y When a Woman Gets the Blues incluyen canciones escritas por Tommy Johnson, Robert Johnson, Lottie Beaman, y Mattie Delaney.
En 2010, Block publicó su autobiografía en formato pdf y una impresión limitada titulada When A Woman Gets The Blues.

## Discografía
| Año  | Título                                                    | Sello               | Número    | Observaciones                                                                                 |
| 1967 | How to Play Blues Guitar                                  | Elektra             | 324       | Acreditada como "Sunshine Kate", con Stefan Grossman, reeditado en 1978 como Kicking Mule 109 |
| 1975 | Rory Block                                                | RCA Victor          | 0733      |                                                                                               |
| 1976 | Rory Block (I'm in Love)                                  | Blue Goose          | 2022      |                                                                                               |
| 1977 | Intoxication, So Bitter Sweet                             | Chrysalis           | 1157      |                                                                                               |
| 1979 | You're the One                                            | Chrysalis           | 1233      |                                                                                               |
| 1981 | High Heeled Blues                                         | Rounder             | 3061      | Grabado en Bearsville Sound Studios, producido por John Sebastian                             |
| 1983 | Blue Horizon                                              | Rounder             | 3073      |                                                                                               |
| 1984 | Rhinestones & Steel Strings                               | Rounder             | 3085      |                                                                                               |
| 1986 | I've Got a Rock in My Sock                                | Rounder             | 3097      |                                                                                               |
| 1987 | Best Blues and Originals                                  | Rounder             | 11525     |                                                                                               |
| 1987 | House of Hearts                                           | Rounder             | 3104      |                                                                                               |
| 1990 | Color Me Wild                                             | Alcázar             | 1003      | Álbum para niños                                                                              |
| 1991 | Mama's Blues                                              | Rounder             | 3117      |                                                                                               |
| 1992 | Ain't I a Woman                                           | Rounder             | 3120      |                                                                                               |
| 1994 | Angel of Mercy                                            | Rounder             | 3126      | 1994 Adult Contemporary Album of the Year                                                     |
| 1994 | Women in (E)motion                                        | Tradition & Moderne | 107       | Live, 1988                                                                                    |
| 1995 | When a Woman Gets the Blues                               | Rounder             | 3139      | 1996 Acoustic Blues Album of the Year                                                         |
| 1995 | Turning Point                                             | Munich              | 145       |                                                                                               |
| 1996 | Tornado                                                   | Rounder             | 3140      | 1997 Adult Contemporary Album of the Year                                                     |
| 1997 | Gone Woman Blues: The Country Blues Collection            | Rounder             | 11575     |                                                                                               |
| 1997 | The Early Tapes 1975-1976                                 | Alcázar             | 111       |                                                                                               |
| 1998 | Confessions Of A Blues Singer                             | Rounder             | 3154      | 1999 Acoustic Blues Album of the Year                                                         |
| 2002 | I'm Every Woman                                           | Rounder             | 3174      |                                                                                               |
| 2003 | Last Fair Deal                                            | Telarc              | CD-83593  |                                                                                               |
| 2004 | Sisters & Brothers                                        | Telarc              | CD-83588  | Con Eric Bibb and Maria Muldaur                                                               |
| 2005 | From the Dust                                             | Telarc              | CD-83614  |                                                                                               |
| 2006 | The Lady and Mr Johnson                                   | Rykodisc            | RCD 10872 | 2007 Acoustic Blues Album of the Year                                                         |
| 2008 | Blues Walkin' Like a Man: A Tribute to Son House          | Stony Plain         | SPCD 1329 |                                                                                               |
| 2008 | Country Blues Guitar - Rare Archival Recordings 1963-1971 | Guitar Workshop     | SGGW103   | Con Stefan Grossman, reedición de How to Play Blues Guitar más 16 pistas adicionales          |
| 2011 | Shake 'Em on Down: A Tribute to Mississippi Fred McDowell | Stony Plain         | SPCD 1344 |                                                                                               |
| 2012 | I Belong to the Band: A Tribute to Rev. Gary Davis        | Stony Plain         | SP 359    |                                                                                               |
| 2013 | Avalon: A Tribute to Mississippi John Hurt                | Stony Plain         | SPCD 1369 | Su cuarto lanzamiento en Mentor Series.                                                       |
| 2014 | Hard Luck Child: A Tribute to Skip James                  | Stony Plain         |           |                                                                                               |
| 2018 | A Woman’s Soul: A Tribute to Besse Smith                  | Stony Plain         |           |                                                                                               |

## Festivales
- Pinkpop Festival, Netherlands - 1989
- Long Beach Blues Festival - 1993
- San Francisco Blues Festival - 1999
- Notodden Blues Festival - 2006